# Best of ’98
A Best of ’98 válogatásalbum C. C. Catch holland-német énekesnő legnagyobb slágereinek újrakevert változatát tartalmazza. Az album a német slágerlistása 76. helyéig jutott. Az énekesnő válogatásalbumai közül korábban csak a Diamonds: Her Greatest Hits című első válogatáslemeznek sikerült slágerlistára felkerülnie Az albumról három kislemez jelent meg. Az albumon az eredeti felvételek mellett a Megamix rövid és hosszú változata is helyet kapott.

## Számlista
CD album
Német kiadás (Hansa 74321 62125-2)
1. I Can Lose My Heart Tonight ’99 (Rap Version) – 3:11
2. Soul Survivor ’98 (Rap Version) – 3:02
3. Cause You Are Young – 3:23
4. Heartbreak Hotel – 3:24
5. Strangers By Night – 3:38
6. Heaven and Hell – 3:37
7. Backseat of Your Cadillac – 3:21
8. I Can Lose My Heart Tonight ’99 (New Vocal Version) – 3:30
9. Soul Survivor ’98 (New Vocal Version) – 3:38
10. Jump in My Car – 3:49
11. Are You Man Enough – 3:37
12. Good Guys Only Win in Movies – 5:42
13. Dancing in Shadows – 3:34
14. House of Mystic Lights – 3:04
15. Nothing But a Heartache – 3:02
16. Summer Kisses – 3:45
17. Soul Survivor – 3:16
18. I Can Lose My Heart Tonight – 3:45
19. C. C. Catch Megamix ’98 (Short Version) – 4:55
20. C. C. Catch Megamix ’98 (Long Version) – 8:01 (I Can Lose My Heart Tonight, Cause You Are Young, Heartbreak Hotel, Are You Man Enough, Backseat of Your Cadillac. Heaven and Hell, Soul Survivor)

## Slágerlista
| Slágerlista 1998 | Legmagasabb helyezés |
| ---------------- | -------------------- |
| Németország      | 76                   |

Jegyzetek
1. ↑  http://www.discogs.com/CC-Catch-Best-Of-98/release/506935

## Külső hivatkozások
- C. C. Catch hivatalos weboldala
- Discogs.com